# 小行星10456
小行星10456（10456 Anechka）是一颗绕太阳运转的小行星，为主小行星带小行星。该小行星于1978年8月8日发现。

## 轨道参数
小行星10456的轨道半长轴为2.3801152 UA，离心率为0.042。